# بابيت مارتش
بابيت مارتش (بالإنجليزية: Babette March)‏ هي عارضة أمريكية، ولدت في 1941 في برلين في ألمانيا.